# 羽島郵便局
羽島郵便局（はしまゆうびんきょく）
- 岐阜県羽島市にある郵便局。本記事にて記述する。
- 鹿児島県いちき串木野市にある郵便局。局番号は78145。

羽島郵便局（はしまゆうびんきょく）は岐阜県羽島市日吉町125-1にある郵便局。民営化前の分類では集配普通郵便局であった。

## 概要
- 住所：〒501-6299 岐阜県羽島市竹鼻町日吉町125-1

## 沿革
- 1872年（明治5年）旧3月 - 竹ヶ鼻（たけがはな）郵便取扱所として開設[1]。
- 1875年（明治8年）1月1日 - 竹ヶ鼻郵便局（五等）となる。同年10月17日より為替取扱を開始。
- 1879年（明治12年） - 貯金取扱を開始。
- 1892年（明治25年）3月21日 - 竹ヶ鼻郵便電信局となる。
- 1903年（明治36年）4月1日 - 通信官署官制の施行に伴い竹ヶ鼻郵便局となる。
- 1954年（昭和29年）11月1日 - 羽島郵便局に改称[2]。
- 1959年（昭和34年）3月 - 局舎落成。
- 1960年（昭和35年）12月11日 - 電話交換事務を羽島電報電話局に移管。
- 1965年（昭和40年）7月27日 - 和文電報配達事務を羽島電報電話局に移管。
- 1968年（昭和43年）8月1日 - 特定郵便局から普通郵便局に局種別改定。
- 1985年（昭和60年）8月 - 局舎新築。
- 1989年（平成元年）10月16日 - 桑原郵便局から「501-63」区域の集配業務を移管。
- 1999年（平成11年） - 外国通貨の両替および旅行小切手の売買に関する業務取扱を開始。
- 2007年（平成19年）10月1日 - 民営化に伴い、併設された郵便事業羽島支店に一部業務を移管。
- 2012年（平成24年）10月1日 - 日本郵便株式会社発足に伴い、郵便事業羽島支店を羽島郵便局に統合。

## 取扱内容
- 郵便、印紙、ゆうパック、内容証明
- 貯金、為替、振替、振込、国際送金、国債、投資信託
- 生命保険、バイク自賠責保険、自動車保険、変額年金保険
- ゆうちょ銀行ATM
- 「501-62xx」「501-63xx」区域（羽島市の全域）の集配業務
- ゆうゆう窓口

## 周辺
- 羽島市役所
- 岐阜県立羽島高等学校
- 長谷虎紡績

## 交通アクセス
- 名鉄竹鼻線 羽島市役所前駅から徒歩で約5分。
- 羽島市コミュニティバス「市役所」停留所、もしくは「市役所前駅」停留所下車。
- 名神高速道路 岐阜羽島ICから北へ約2km。
- 駐車場あり：8台